# Даиеј
Даиеј (јап. 大栄町) је варош у Јапану у области Тохаку, префектура Тотори. 
По попису из 2003. године, град је имао 8.800 становника и густину насељености од 242,89 становника по км². Укупна површина је 36,23 км².
1. октобра 2005. године, варош Даиеј, заједно са вароши Хојо (обе из области Тохаку), су припојене и створена је варош  Хокуеј.
У овој вароши је 21. јуна 1963. године рођен Гошо Ајома, аутор серије Детектив Конан.